# محرك (علم نفس)
المحرك (بالإنجليزية: Drive)،  في علم النفس، هو حالة من الاستثارة تحدث بسبب حاجة فسيولوجية.

## حاجة
الحاجة هي حالة حرمان تنشط المحرك لزيادة شدة الحرمان أو تخفيضها.